# Walmendinger Horn
Das Walmendinger Horn (auch Walmendingerhorn) ist ein 1990 m ü. A. hoher Berg der Allgäuer Alpen in Vorarlberg, Österreich.

## Lage und Umgebung
Das Walmendinger Horn erhebt sich an der Nordseite des Kleinwalsertals westlich vom 1215 m hoch gelegenen Mittelberg. Nach Norden fällt das Gelände ins Tal des Schwarzwasserbachs ab, in Richtung Süden und Osten zu jenem der Breitach. Dadurch bietet es in allen Richtungen eine gute Aussicht auf die nahen Gipfel des Hohen Ifen, der Kanzelwand und des Großen Widdersteins, über die Schafalpenköpfe hinweg bis zur Trettachspitze und Mädelegabel.

## Walmendingerhornbahn

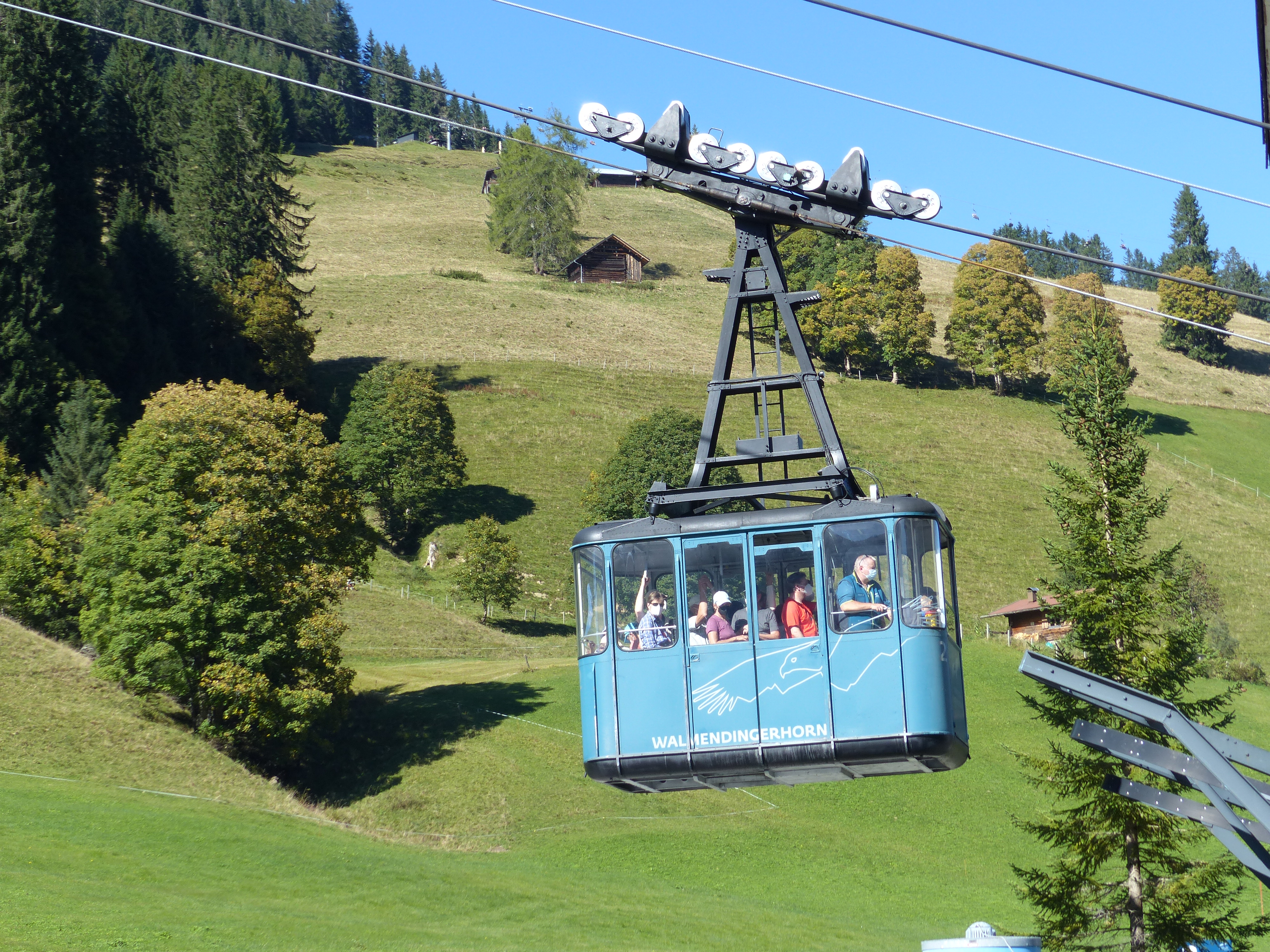
Gondel der Walmendingerhornbahn etwas oberhalb der Talstation

Auf den Berg führt seit 1966 eine Kabinenseilbahn, die Walmendingerhornbahn. 2006 wurden die Gipfelstation und die Talstation renoviert und es wurde eine Aussichtsplattform sowie eine Sonnenterrasse am Gipfel errichtet.

## Wandern
Ein Alpenblumenlehrpfad zwischen Bergstation und Gipfelkreuz führt an über 130 verschiedenen Pflanzenarten vorbei.

## Wintersport
Im Winter bietet ein Skigebiet insgesamt 10 km Pisten mit einer 4,2 km langen Talabfahrt. Es ist durch eine Kabinenbahn und drei Sesselbahnen bzw. drei Übungslifte erschlossen.

## Aussicht

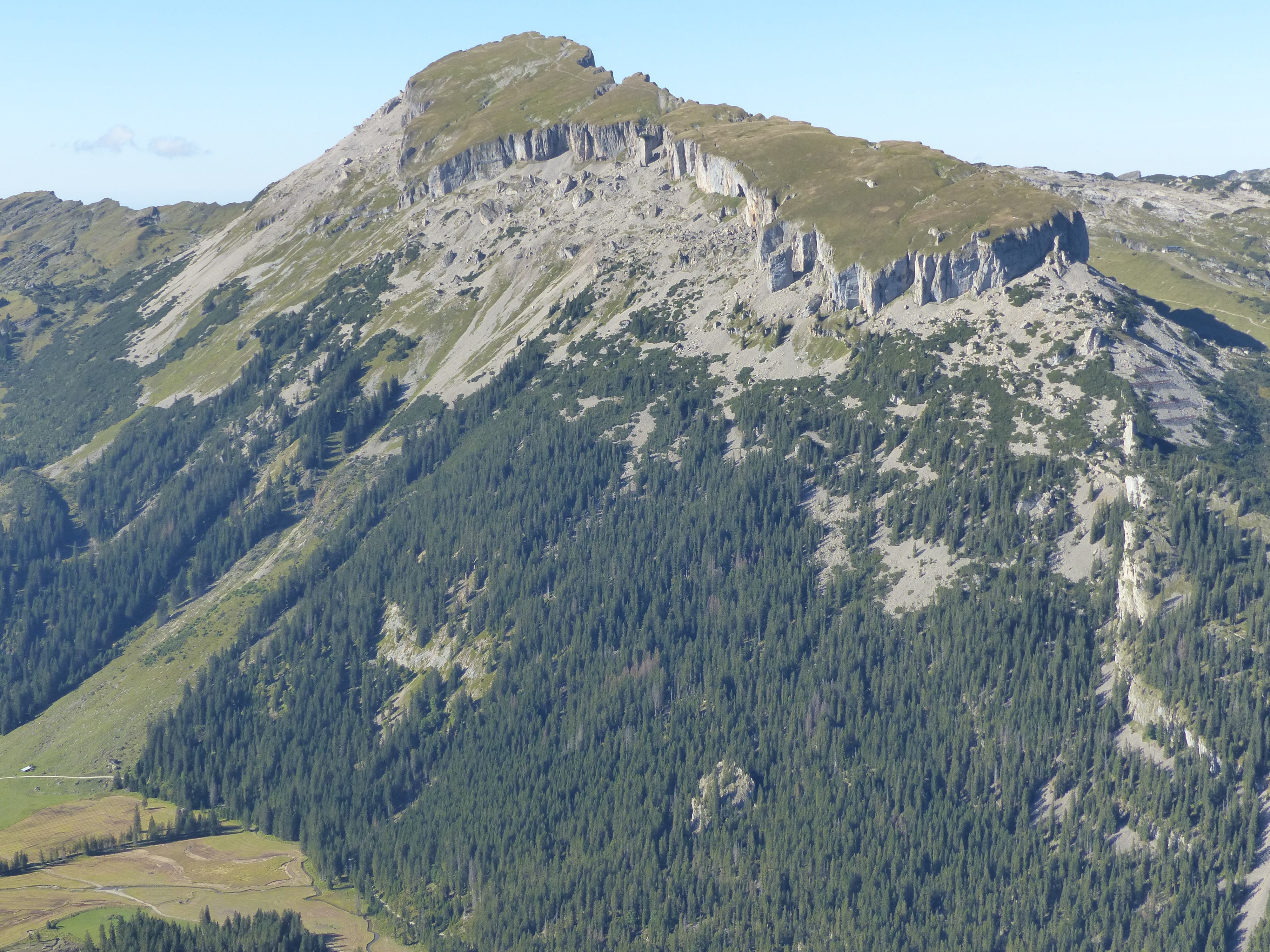
Hoher Ifen
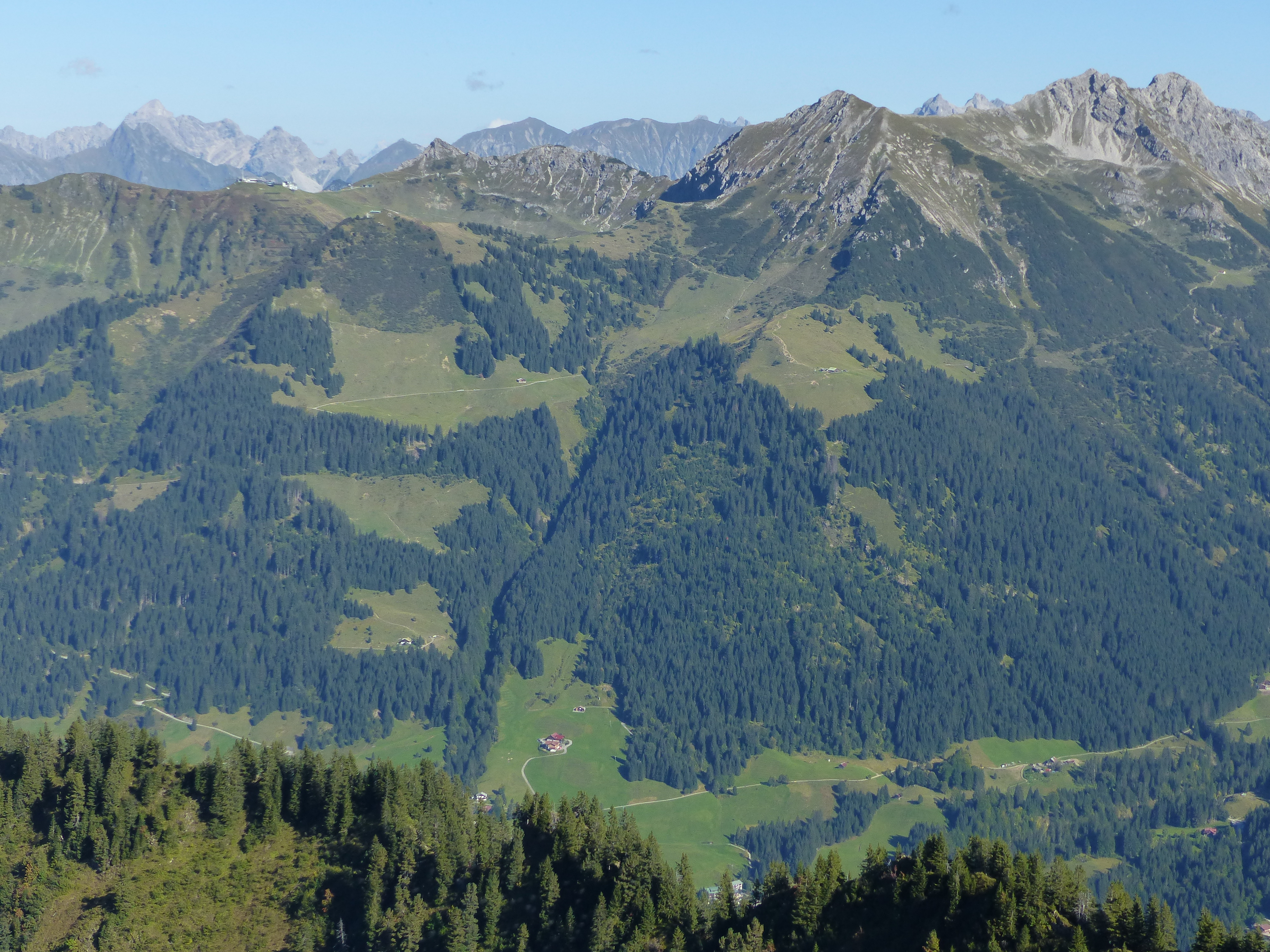
Kanzelwand-Bergstation, Kanzelwand, Walser Hammerspitze, Hochgehrenspitze
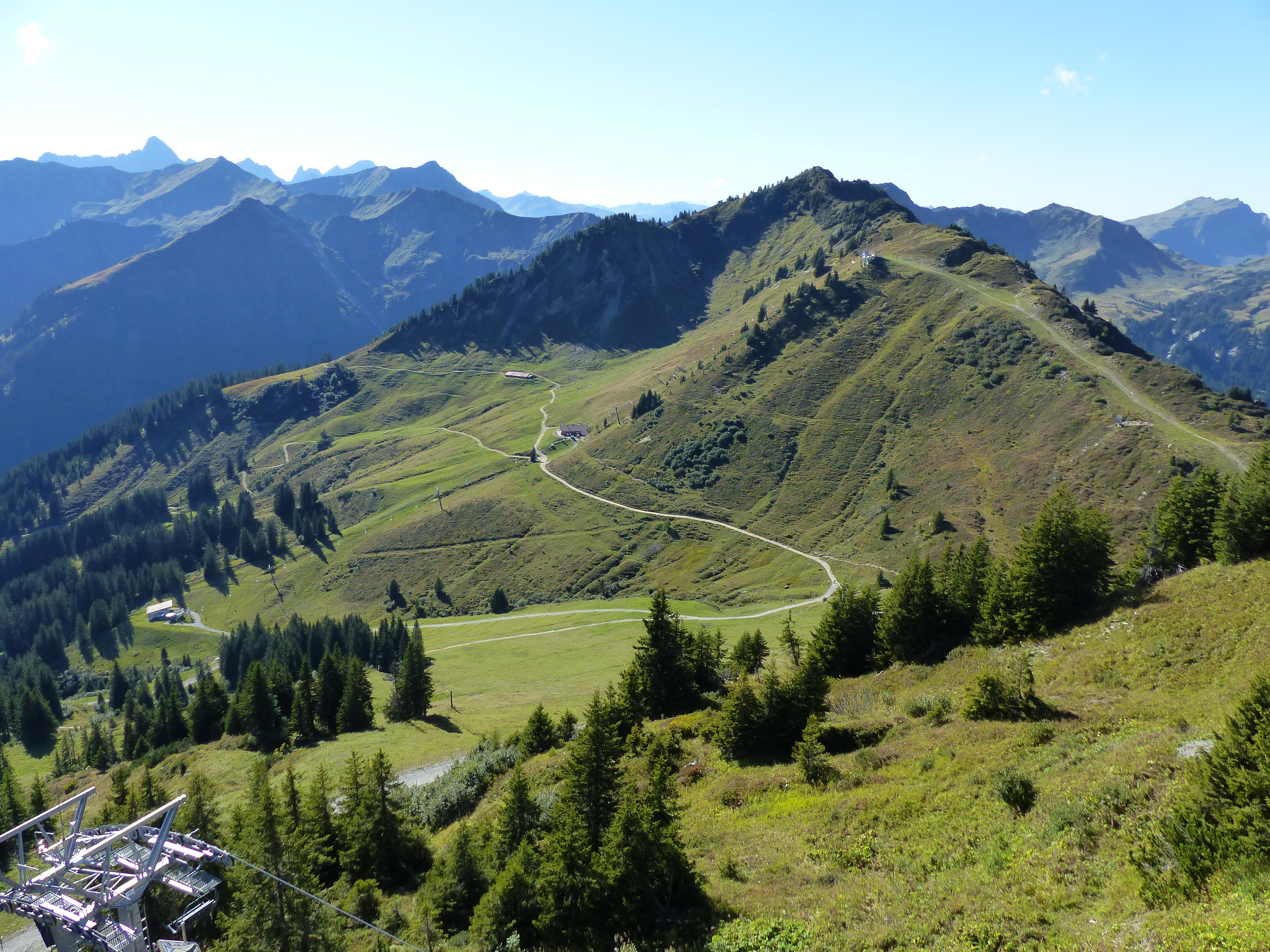
Lüchlekopf
Hochgehrenspitze, Oberstdorfer Hammerspitze, Trettachspitze, Mädelegabel, Schafalpenköpfe